# EDAM娛樂
EDAM娛樂（英語：EDAM Entertainment）是一家韓國的娛樂經紀公司，旗下藝人為IU、WOODZ。

## 歷史
EDAM娛樂成立於2019年12月，成立者是與IU合作長達12年的經紀人裴鍾漢（韓語：배종한，音譯），並接受IU原經紀公司Kakao M的投資，作未來計劃推廣唱片、公演企劃、製作等各方面的事業，目前屬於Kakao娛樂旗下眾多子公司之一。

## 旗下藝人
- IU[2]
- WOODZ[5][6]

## 外部連結
- EDAM娛樂的X（前Twitter）
- EDAM娛樂的Instagram帳戶
- EDAM娛樂的官方網站